# Kiduspe
Koordinaten: 58° 53′ N, 22° 15′ O
Kiduspe ist ein Dorf (estnisch küla) in der Landgemeinde Hiiumaa (2013 bis 2017: Landgemeinde Hiiu, davor Landgemeinde Kõrgessaare) auf der zweitgrößten estnischen Insel Hiiumaa (deutsch Dagö).

## Beschreibung und Geschichte
Kiduspe (deutsch Kuduspäe) hat 23 Einwohner (Stand 31. Dezember 2021).
Der Ort liegt im Süden der Halbinsel Kõpu (Kõpu poolsaar), direkt an der Ostsee mit ihren Sandstränden.
Verschiedene archäologische Funde deuten auf eine sehr Besiedelung der Gegend hin. Bei Kiduspe wurde ein unterirdischer Friedhof mit einer Fläche von 91 Quadratmetern freigelegt. In den ovalen Gräbern fanden sich Menschenknochen und Teile eines Eisenschwerts.
Die traditionelle Landwirtschaft wurde heute zumeist aufgegeben. Die Äcker werden teilweise wieder bewaldet. Wie viele Dörfer Hiiumaas entvölkert sich auch Kiduspe. Sehenswert sind die traditionellen reetgedeckten Bauernhöfe Punni und Saraldi. Im Ort befindet sich ein Gebetshaus der Baptisten-Gemeinde.